# Katolička crkva sv. Nikole u Starom Baru
Crkva sv. Nikole u Starom Baru je katolička crkva u Baru, Crna Gora. 

## Povijest
U Baru postoji i pravoslavna crkva svetog Nikole. Pripada Barskoj nadbiskupiji, a izgradio ju je nadbiskup barski i primas Srbije Nikola Dobrečić. Nalazi se pored zgrade Barske nadbiskupije, koju je također dao izgraditi nadbiskup Dobrečić. U crkvi su pokopani Nikola Dobrečić i njegova majka Karolina, kao i nadbiskup barski Petar Perkolić. Nad ulaznim vratima u crkvu je natpis isklesan ćirilicom: Za Boga i za svoj narod, zapravo geslo koje nadbiskupi imaju na svom grbu. U ovom slučaju, to je urađeno po želji Nikole Dobrečića koji je imao srpsku nacionalnu svijest. Širenjem Crne Gore na taj prostor i pohađanjem crnogorskih škola, mnogi katolici su se osjećali Srbima (braća Dobrečić, pjesnik Milo Jovović...), dok su se u ranijem periodu, turske vladavine, neki djelomično ili sasvim albanizirali, zadržavajući slavenska prezimena sa završetkom na vić, ić.